# Южно-Флоридский университет
Южно-Флоридский университет или Университет Южной Флориды (англ. University of South Florida) — один из крупнейших университетов США. Основан в 1956 году. Основные корпуса располагаются в Тампа (Флорида), есть также автономное отделение в Сент-Питерсберге (Флорида) и исследовательскими центрами в Сарасоте и Лейкленде.
Один из ведущих институтов общественных исследований. Фонд Карнеги по улучшению преподавания характеризовал университет как «очень высоко исследовательский».

## Известные выпускники
- Lobo (музыкант)
- Мандви, Аасиф
- Маршалл, Йоханс
- Суботич, Невен
- Чарльз Триппи
- Уиммер, Курт
- Халк Хоган
- Эткинс, Чаки